# Väster-Bjärmen
Väster-Bjärmen är en sjö i Östersunds kommun i Jämtland och ingår i Indalsälvens huvudavrinningsområde. Sjön har en area på 0,155 kvadratkilometer och ligger 321,1 meter över havet.

## Delavrinningsområde
Väster-Bjärmen ingår i det delavrinningsområde (700771-146468) som SMHI kallar för Mynnar i Ismunden. Medelhöjden är 318 meter över havet och ytan är 17,32 kvadratkilometer. Räknas de 5 avrinningsområdena uppströms in blir den ackumulerade arean 67,67 kvadratkilometer. Fettjeån som avvattnar avrinningsområdet har biflödesordning 3, vilket innebär att vattnet flödar genom totalt 3 vattendrag innan det når havet efter 198 kilometer. Avrinningsområdet består mestadels av skog (82 procent). Avrinningsområdet har 1,13 kvadratkilometer vattenytor vilket ger det en sjöprocent på 6,5 procent.